# 比嘉愛
比嘉 愛（ひが あい、1983年6月23日 - ）は、神奈川県出身の日本の女優。所属事務所はCLEO・アクターズオフィス。
身長155cm。体重41kg。スリーサイズ B：80、W58、H82cm。靴のサイズは23.0cm。趣味・特技はヴァイオリン、ピアノ、クラシックバレエ。ペットに犬がいる。
昭和音楽大学短期大学部 ミュージカル科を卒業している。
2005年に映画 トワイライトファイル-影-でデビュー。

## 出演

### 映画
- トワイライトファイル-影-（2005年）ヒロイン 役
- 机のなかみ（2007年）
- レジストレーション（2007年）短編映画 主役
- Tokyo Real（2007年）

### テレビドラマ
- 法医学教室の事件ファイル21（2005年、テレビ朝日）詩織 役
- 牙狼-GARO-スペシャル 白夜の魔獣（2006年、テレビ東京）

### その他テレビ番組
- 和街日和〜わのまちびより〜（旅チャンネル）

### CM
- スタッフサービス（2006年）
- イオン WAON（2007年）
- カリフォルニア州観光局（2008年）
- NTT東日本 DENPO（2008年）「心からこころへ」篇
- 大正製薬 ヘルペシア軟膏（2008年）「ピリピリきたら」篇
- マリエール（2011年）「車」篇

### web
- BIGLOBEストリーム　宇宙船ポーキル
- NTTフレッツ光　聞いて欲しいことがある

### PV
- ピンクリボン軍
- SPORTS
- 宮川愛
- ジュリアナアゲイン